# 奴田原文雄
奴田原 文雄（ぬたはら ふみお、1963年12月20日 - ）は、日本のラリードライバー。高知県高知市出身。道都大学卒。北海道恵庭市在住。
全日本ラリー選手権で10度の総合チャンピオンを獲得し、海外ラリーでも成功を収めている。主に三菱・ランサーエボリューション（ランエボ）で活躍していることから、通称「ランサー（ランエボ）のヌタハラ」と呼ばれる。

## 略歴

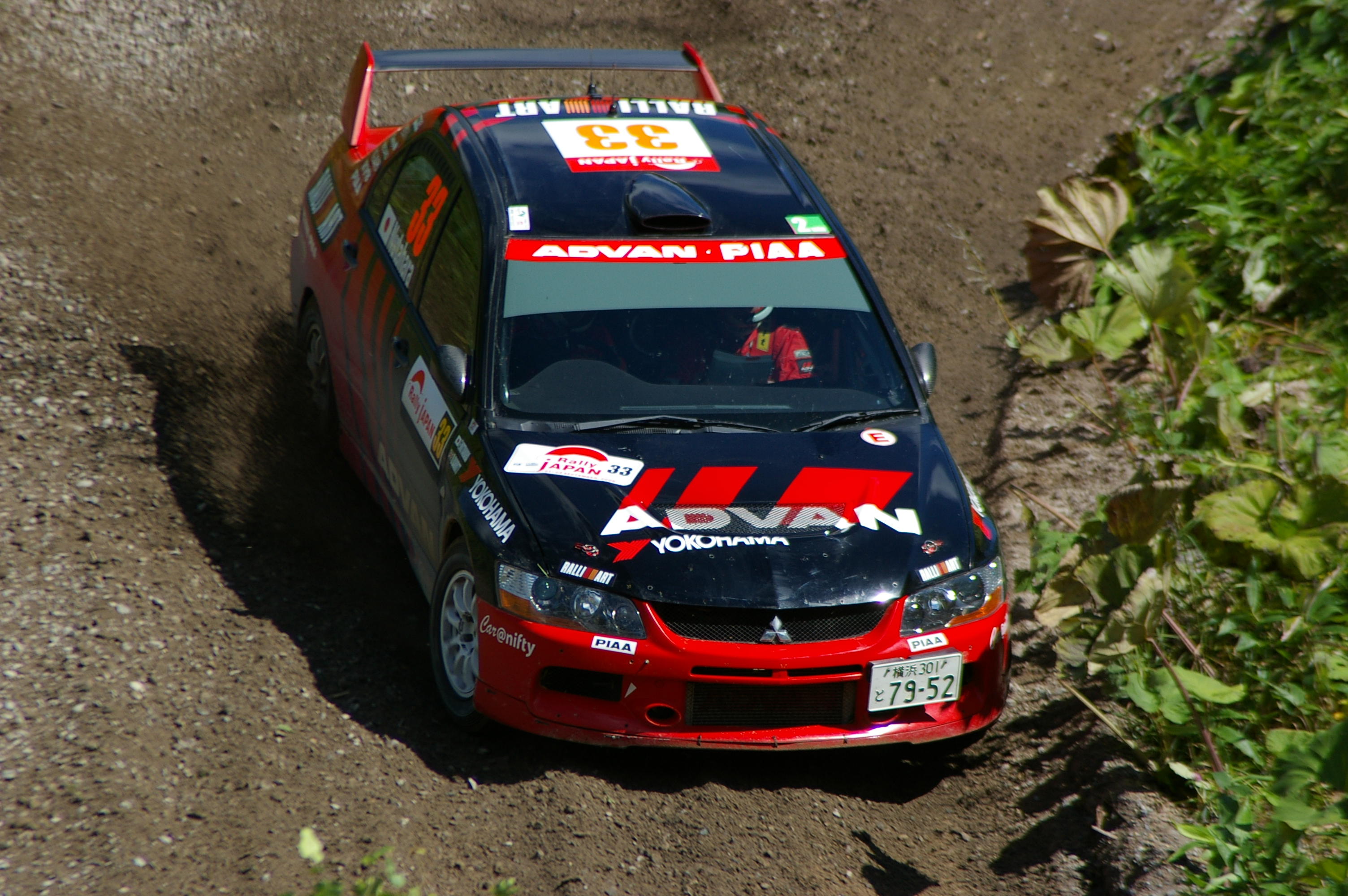
グループN仕様のランサーエボリューションIX（2006年ラリージャパン）

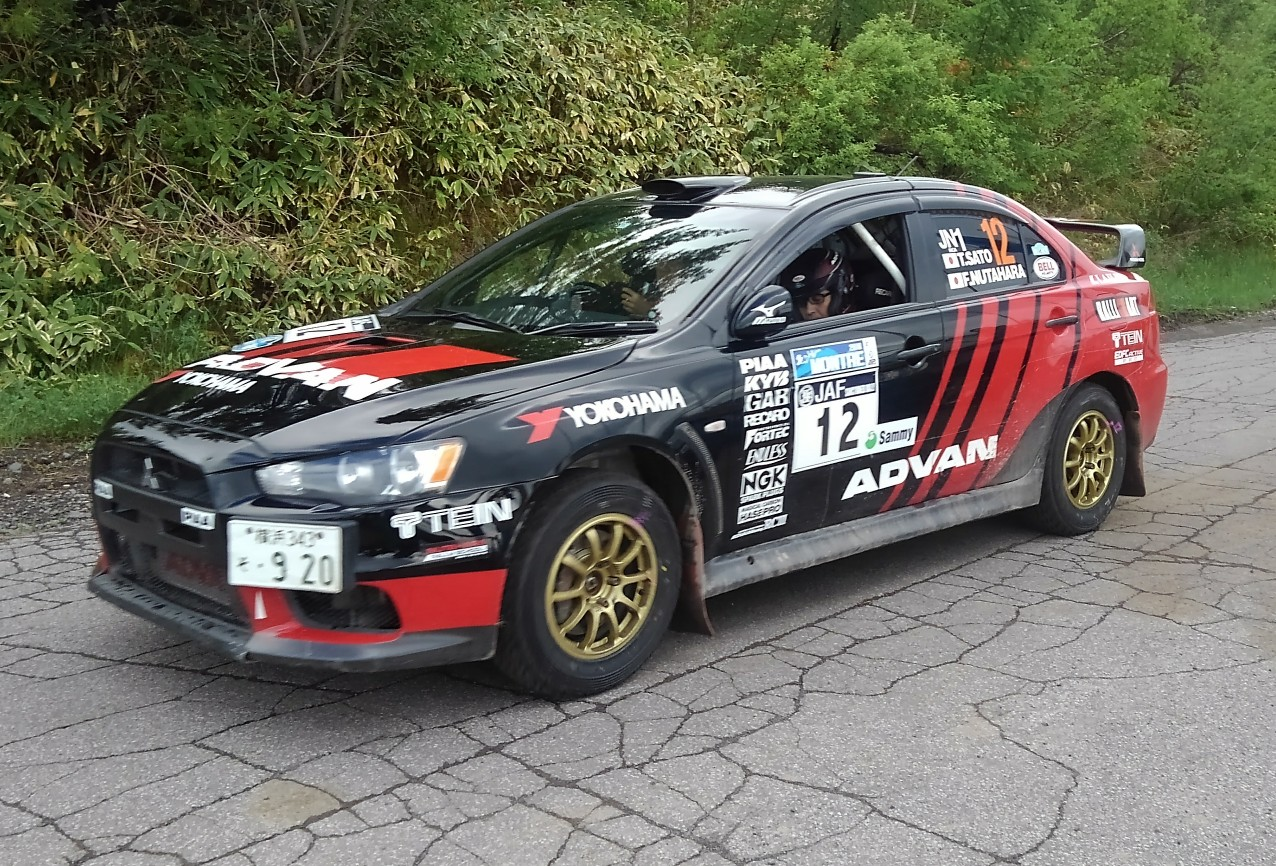
JN1クラスのランサーエボリューションⅩ（2019年ラリーモントレー）

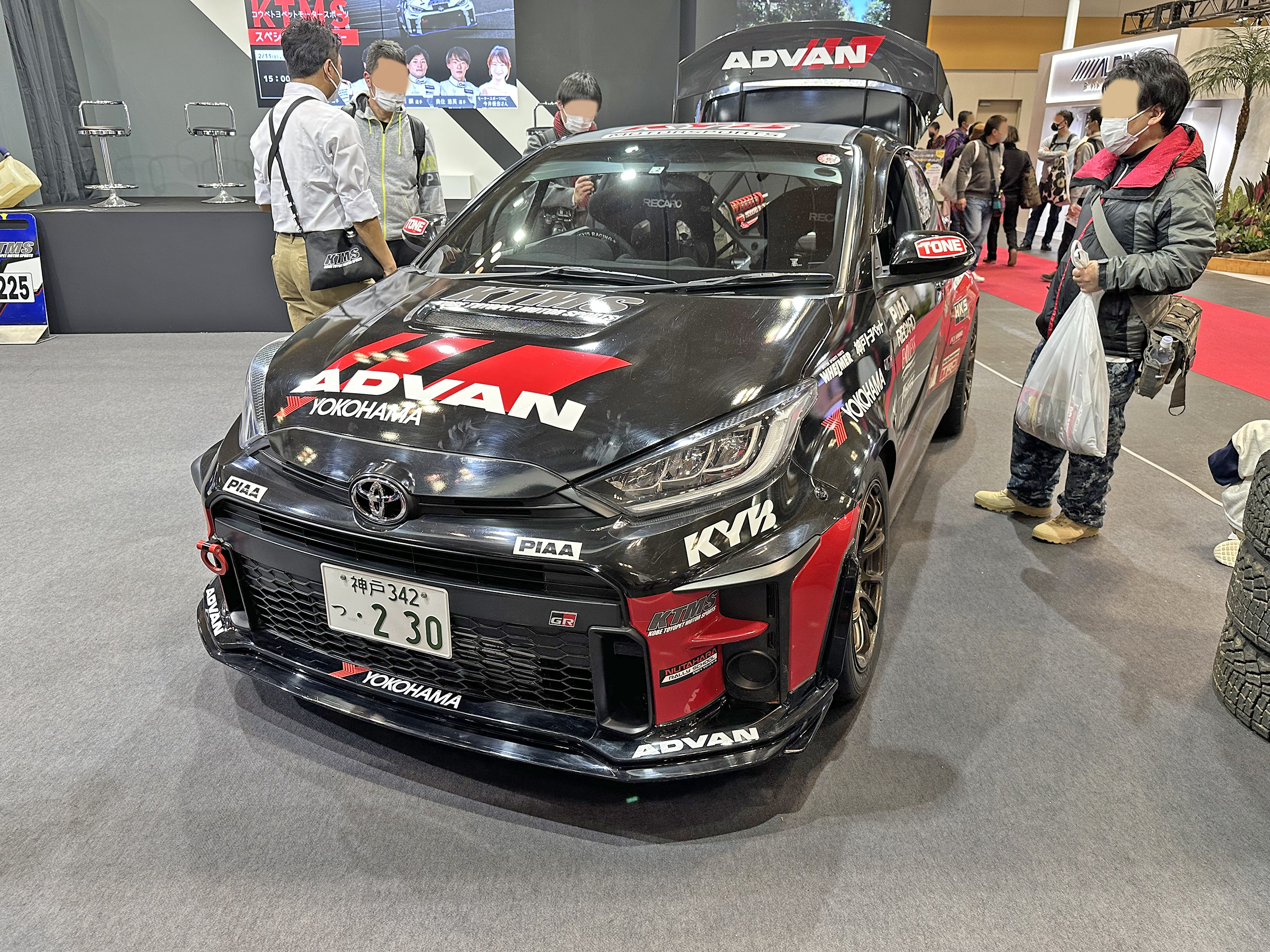
JN1クラスのGRヤリス（2022年）

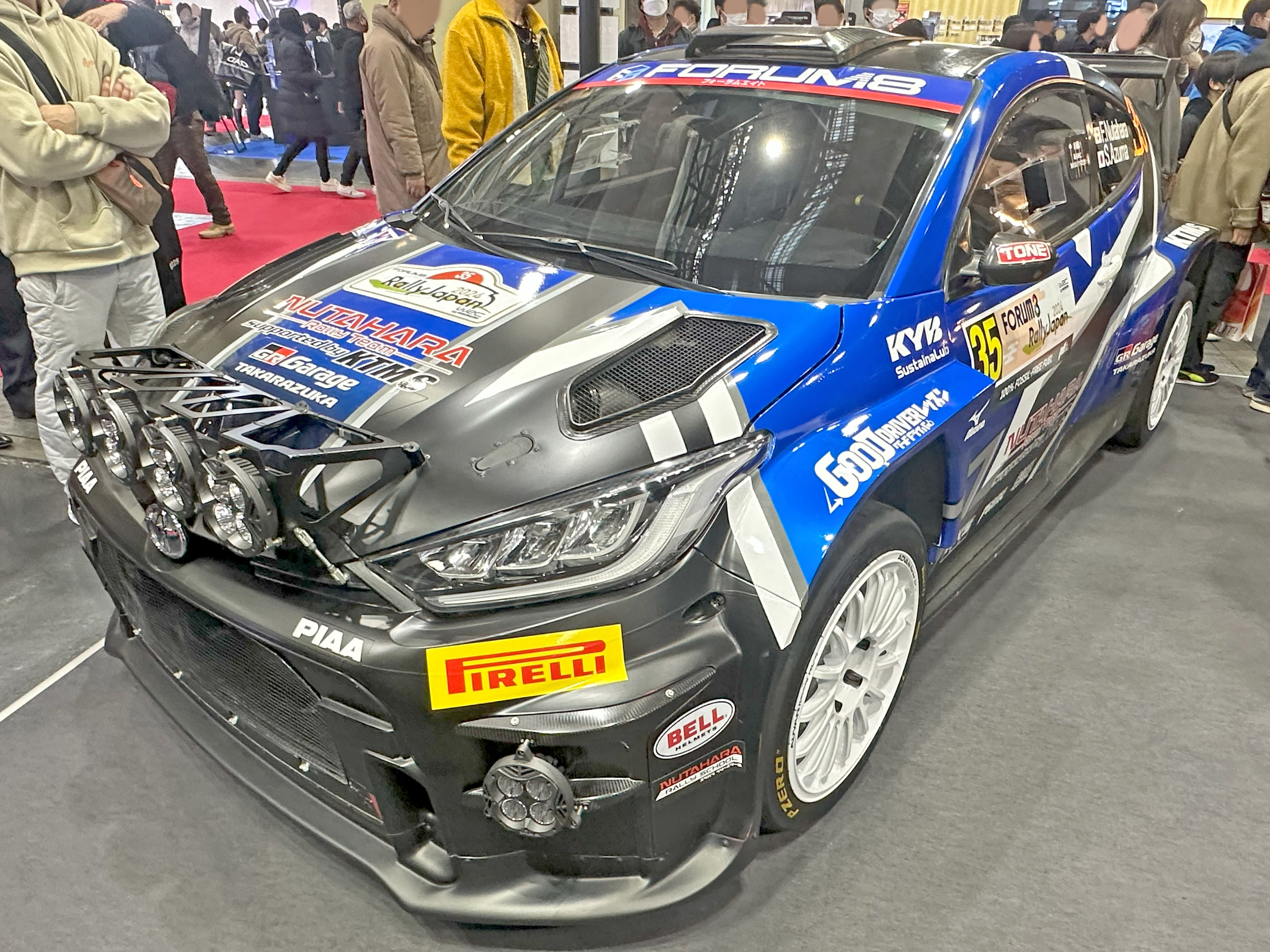
JN1クラスのGRヤリスラリー2（2024年ラリージャパン仕様）

1986年からラリーを始め、北海道ラリーチャンピオンシリーズ (HRCS) に初参戦。1988年にHRCS Bクラスのチャンピオン、1989年にJAF地方選手権シリーズA地区戦Bクラスのチャンピオンを獲得した。
1990年より全日本ラリー選手権 (JRC) に本格参戦し、新型ミラージュに乗り換えた1992年の開幕戦で初勝利。1993年に全日本ラリーBクラスのチャンピオンに輝いた。
1994年からADVANラリーチームに加入し、引退した大庭誠介に代わりADVANカラーのランサーエボリューションIIを運転。この年限りでエースの山内伸弥がラリー活動を休止したため、翌1995年からADVANのエースとなる。
1999年にはこれまで勤務していた会社を辞めてサラリーマンからプロドライバーに転身。ランサーエボリューションVを運転し、全日本ラリー最高峰のCクラスで念願のチャンピオンを獲得した。
全日本ラリー選手権ではこれまでCクラスチャンピオンを6回（1999・2000・2002-2005）、総合優勝を3回（2006・2009・2014）獲得している。2002年から2006年まで前人未到の個人5連覇を達成し、名実ともに国内トップラリードライバーのひとりとなった。2006年にはターマック走行のレベルアップのため、スーパー耐久十勝24時間耐久レースにスポット参戦し、中谷明彦、木下隆之らと同じチームのオーリンズランサーエボリューションワゴンを運転した。
1999年より海外遠征を開始し、アジアパシフィックラリー選手権 (APRC) と世界ラリー選手権 (WRC) にスポット参戦。2003年はAPRCにレギュラー参戦し、年間ランキング2位。2004年よりプロダクションカー世界ラリー選手権（PWRC）にステップアップし、2005年の地元ラリージャパンではクラス2位表彰台を獲得した。2006年は開幕戦ラリー・モンテカルロでPWRC初優勝を遂げると、第5戦ラリージャパン、第6戦キプロス・ラリーでも優勝し、シリーズ2位の好成績を残した。
前述の通り長年ランエボでWRCや全日本ラリーに参戦しているため、ランエボのイメージが非常に強いドライバーだが、2010年のラリージャパンでは俳優の哀川翔率いる「TEAM SHOW」よりフォード・フィエスタR2で参戦、総合23位で完走した。2011年にはインターコンチネンタル・ラリー・チャレンジにスバル・インプレッサWRX STIでスポット参戦したほか、哀川のコ・ドライバーとしてアジアクロスカントリーラリーにトヨタ・FJクルーザーで参戦し、総合8位で完走した。
2012年にはパイクスピーク・インターナショナル・ヒルクライムのEV部門にトヨタ・モータースポーツ (TMG) 製のTMG・P002で初参加し、クラス優勝した。また同時期、TRDが開発するトヨタ・ヴィッツのグループR1B車両のテストドライブも行っている。
2016年は230 SAMURAI SPEEDチームのTRD製トヨタ・86 14R-60で参加しクラス5位完走。
同じラリードライバーの新井敏弘は「スバルのエース」としてライバル関係に当たるが、仲が良い。PWRCに参戦したのも、新井からの誘いがあったと言われている。
2016年、国内で唯一の本格的ラリースクール「NUTAHARA RALLY SCHOOL」運営を開始。日本ラリー界随一の経験と実績をもとに、後進の育成に取り組んでいる。
2018年公開のラリー映画『OVER DRIVE』では、スタントマンとしてドライブを務めた。
2020年をもって、27年間所属していたADVANラリーチームの母体であるタスカ・エンジニアリングがラリー事業から撤退した。そのため2021年は86/BRZレースの雄であるKTMS（神戸トヨペット・モータースポーツ）の支援を受けて、自身のラリーチーム『NUTAHARA Rally team』を結成。全日本ラリーのJN1クラスに、これまでシンボル的存在であったランエボからトヨタ・GRヤリスに切り替えて参戦する。マシンカラーリングはADVANを継承している。コ・ドライバーは自身のラリースクールで育成していた東駿吾。
2023年は区分変更に伴いJN2クラスでの参戦となった。
2024年もGRヤリスでの参戦となるが、ラリー2仕様への変更に伴いJN1クラスでの参戦となった。また同マシンを用いて同年11月開催のラリージャパンに参戦するが、横浜ゴムの同業他社が世界ラリー選手権単独公式タイヤサプライヤーである関係もあってこの場に限ってはADVANカラーは変更されている。